# Праллетрин
Праллетрин — синтетический инсектицид, относящийся к группе пиретроидов. Представляет собой рацемическую смесь, состоящую из восьми стереизомеров.
Праллетрин используется как действующее вещество в фумигантах против комаров.
Химический код Агентства по охране окружающей среды США (US EPA) — 128722.
Год официальной регистрации — 1988 (Япония).